# Thomas Daldrup
Thomas Daldrup (* 1950) ist ein deutscher Toxikologe und ehemaliger Hochschullehrer an der Heinrich-Heine-Universität Düsseldorf.

## Leben und Wirken
Daldrup studierte von 1968 bis 1974 Chemie an der RWTH Aachen. 1977 wechselte er an das Institut für Rechtsmedizin der Universität Düsseldorf. Dort wurde er 1979 mit der Arbeit Postmortaler Eiweißzerfall in menschlichen Organen zum Dr. rer. nat. promoviert. 1983 habilitierte er sich und erhielt die Venia legendi für das Fach „Forensische Toxikologie“. Von 1992 bis zu seiner Emeritierung 2016 war er ordentlicher Professor für Rechtsmedizin, insbesondere Forensische Toxikologie an der Universität Düsseldorf. Seit 1990 leitete er die Forensische Toxikologie, später auch die Blutalkohol-Untersuchungsstelle am Düsseldorfer Institut für Rechtsmedizin. Von 1987 bis 1991 war er zudem Mitglied des Senats der Universität Düsseldorf sowie von 1997 bis 2007 Präsident der Gesellschaft für Toxikologische und Forensische Chemie.
2019 wurde er mit der Senator-Lothar-Danner-Medaille ausgezeichnet.

## Werke (Auswahl)
- Postmortaler Eiweisszerfall in menschlichen Organen, Reaktionen und zeitliche Zusammenhänge. Triltsch, Düsseldorf 1979 (Dissertation).
- mit Peter Michalke und Wolfgang Böhme: Zum Nachweis von Arzneimitteln, Rauschmitteln und ausgewählten Insektiziden mittels der HPLC (RP 18): Retentionszeiten von über 560 Substanzen. Perkin-Elmer, Überlingen 1981.
- Die Aminosäuren des Leichengehirnes: ihre Bedeutung für Todesursachen- und Leichenaltersbestimmungen. Enke, Stuttgart 1984, ISBN 978-3-432-93931-5.
- mit Jan Piet Franke: Metallscreening aus Urin bei akuten Vergiftungen: schneller Nachweis von Antimon, Arsen, Bismut, Blei, Cadmium, Cobalt, Indium, Kupfer, Nickel, Thallium, Zink und Zinn. VCH, Weinheim et al. 1993, ISBN 978-3-527-27557-1.

## Einzelnachweis
1. ↑  „Ehrung für einen LEUCHTTURM der Rechtsmedizin“. In: bads.de. Abgerufen am 22. Dezember 2019.

| Personendaten    | Personendaten                            |
| ---------------- | ---------------------------------------- |
| NAME             | Daldrup, Thomas                          |
| KURZBESCHREIBUNG | deutscher Toxikologe und Hochschullehrer |
| GEBURTSDATUM     | 1950                                     |